# Eleuteri (bisbe de Bizanci)
Eleuteri (en grec antic: Ελευθέριος) mort l'any 136, va ser bisbe de Bizanci durant set anys, del 129 al 136, mentre governava a Roma l'emperador Hadrià.
Va succeir al bisbe Diògenes de Bizanci. Al morir va ser enterrat a la catedral d'Argiròpolis.